# Staatsschuldenquote in Russland
Die Staatsschuldenquote Russlands gibt das Verhältnis zwischen den russischen Staatsschulden einerseits und dem russischen nominalen Bruttoinlandsprodukt andererseits an.

## Entwicklung in den letzten Jahren
Die Staatsschuldenquote Russlands stieg aufgrund der Finanzkrise zwischen 2008 und 2013 an. Entsprach die Staatsverschuldung von 3.293,2 Mrd. Rubel Ende 2008 einer Staatsschuldenquote von 8,0 %, so erreichte die Staatsschuldenquote Ende 2013 angesichts eines Schuldenstandes von dann inzwischen 9.285,8 Mrd. Rubel einen Wert von 13,9 %.

## Prognostizierte Entwicklung
Der Internationale Währungsfonds geht davon aus, dass die Staatsschuldenquote Russlands bis Ende 2019 bei einem Schuldenstand von dann 16.733,9 Mrd. Rubel auf 16,3 % ansteigt.